# Bozano
Bozano is een gemeente in de Braziliaanse deelstaat Rio Grande do Sul. De gemeente telt 2.361 inwoners (schatting 2009).

## Aangrenzende gemeenten
De gemeente grenst aan Ajuricaba, Boa Vista do Cadeado, Ijuí, Pejuçara en Santa Bárbara do Sul.